# Grand Prix van Marseille 1949
De Grand Prix van Marseille 1949 was een autorace die werd gehouden op 14 mei 1949 op de Avenue du Prado in de Franse stad Marseille.

## Uitslag
| Positie | Rijder              | Team          | Ronden | Tijd/Opgave |
| ------- | ------------------- | ------------- | ------ | ----------- |
| 1       | Juan Manuel Fangio  | Simca-Gordini | 50     | 1:18:33.0   |
| 2       | Philippe Étancelin  | Talbot-Lago   | 50     | + 18.6      |
| 3       | Maurice Trintignant | Simca-Gordini | 50     | + 35.5      |
| 4       | Felice Bonetto      | Ferrari       | 50     | + 1:06.6    |
| 5       | Benedicto Campos    | Simca-Gordini | 50     | + 1:27.8    |
| 6       | Louis Chiron        | Talbot-Lago   | 49     | + 1 ronde   |
| 7       | Eugène Chaboud      | Delahaye      | 47     | + 3 ronden  |
| 8       | Roberto Vallone     | Ferrari       | 46     | + 4 ronden  |
| NF      | Pierre Levegh       | Talbot-Lago   | 0      |             |
| NF      | Willy Mairesse      | Talbot-Lago   | 0      |             |
| NF      | Raymond Sommer      | Ferrari       | 0      |             |
| NF      | Eugene Martin       | Martin Jicey  | 0      |             |
| NF      | Ferdinando Righetti | Stanguellini  | 0      |             |
| NQ      | Roger Loyer         | Cisitalia     |        |             |
| NQ      | Emilio Romano       | Maserati      |        |             |
| NQ      | Robert Landon       | Cisitalia     |        |             |
| NQ      | Harry Schell        | Cisitalia     |        |             |
| NQ      | Tazio Nuvolari      | Maserati      |        | Ziek        |
| NQ      | Robert Manzon       | Simca-Gordini |        |             |
| NQ      | Piero Carini        | Maserati      |        |             |
| NQ      | René Bonnet         | DB            |        |             |